# Oliver Weber

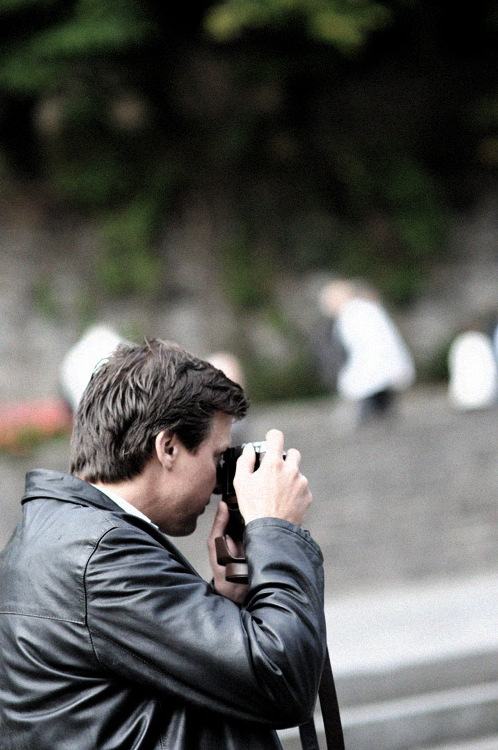
Oliver Weber, September 2012

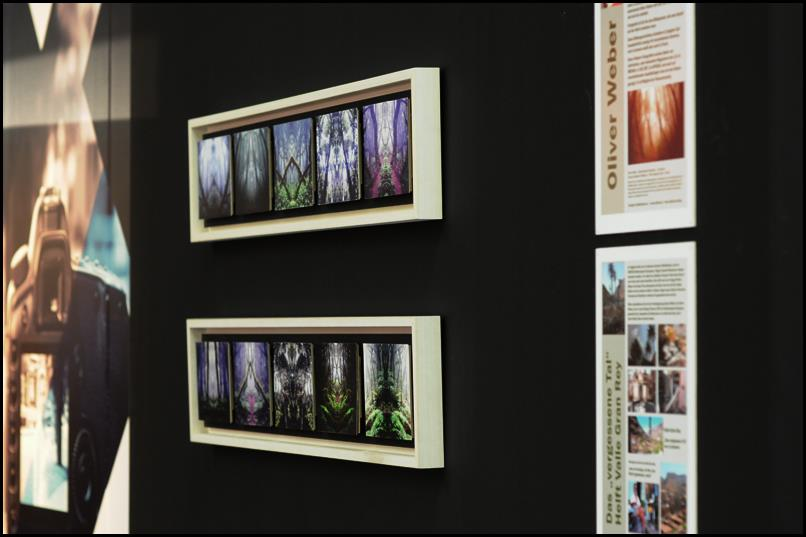
Installation von Oliver Weber’s Magical Forest Serie auf der Photokina 2012

Oliver Weber (* 7. September 1970 in München) ist ein deutscher Fotograf, der auf Gomera, Kanarische Inseln, Spanien lebt.

## Leben
Weber wurde bekannt durch seine Fotoberichte für Zeitschriften und Verlage, z. B. Die Zeit, Merian, Der Spiegel, El País, Bertelsmann, Stern und Random House, sowie für Fernsehsender der BBC oder der ARD.
Er nahm in den letzten Jahren an verschiedenen Gruppen- und Einzelausstellungen im In- und Ausland teil, unter anderem an der Photokina 2012 in Köln, die als Leitmesse der Foto- und Imaging-Branche gilt, an der dOCUMENTA (13) 2012 in Kassel und der Biennale di Venezia 2017.
2015 erhielt Oliver Weber den Professorentitel an der University of California, Los Angeles.

## Ausstellungen (Auswahl)
- 2005: Fidels Kinder, Passau, Deutschland
- 2007: Humans, Foto 21 Galerie, Breedevoort, Niederlande sowie
- 2012: Humans, G. P. Kelly-Stiftung, Gammertingen-Harthausen, Deutschland
- 2012: Magical Forest, A Smith Gallery, Johnson City, Texas, USA
- 2012: Instant People, Westport Arts Festival, Westport, Irland
- 2012: Polaroid Self-Portraits // A Collection, Fridericianum, dOCUMENTA (13), Kassel, Deutschland, (Gruppenausstellung)
- 2012: Magical Forest, Photokina, Köln, Deutschland
- 2012: Social Life at Beach, Affordable Art Fair, Hamburg, Deutschland
- 2013: Social Life at Beach, Galerie Lichtkreuzung, München, Deutschland
- 2015: Social Life at Beach, 8. Internationales Medien Festival, München, Deutschland
- 2017: Anima Mundi, Biennale di Venezia, Palazzo Ca’ Zanardi, Venedig, Italien (Gruppenausstellung)
- 2017: Captain Flint, The Art of Living Photography Show, ACCI Gallery, Berkeley, USA

## Veröffentlichungen
- La Gomera, Havana, Moscow. Kulturbuchverlag, Berlin 2007, ISBN 978-3-88961-133-8; auch Katalog zur Ausstellung Humans.
- Cora Banek, Georg Banek: Das Fotoshooting-Buch: Menschen & Porträt. Galileo Design Verlag, Bonn 2009, ISBN 978-3-8362-1392-9.
- Social Life at Beach. Creative Inc., 2013, ISBN 978-1-4928-3180-8.
- Captain Flint. Photo Art Books, 2016, ISBN 978-1-326-53811-8.